# Сузана Џелатовић
Сузана Џелатовић (Ћуприја, 30. мај 1989) je српска сликарка.

## Биографија
Рођена је 30. маја 1989. у Ћуприји. Основне академске студије је завршила на Филолошко-уметничком факултету Универзитета у Крагујевцу, на Одсеку зидно сликарство, у класи професора Жељка Ђуровића 2012. године. Мастер студије је завршила на Факултету ликовних уметности Универзитета уметности у Београду, на Одсеку сликарство, у класи професора Слободана Роксандића 2014. Члан је Удружења ликовних уметника Србије од 2015, а статус самосталног уметника има од 2016. године. Излагала је и учествовала на више од педесет групних изложби, уметничким фестивалима, уметничким резиденцијама и другим уметничким пројектима широм света. Неке од њених самосталних изложбу су изложба слика „Актови” у галерији „Стара Капетанија” у Земуну 2012, изложба слика „Односи” у музеју Хореум Марги Равно и изложба слика „Односи” у Културном центру Јагодина 2014, изложба слика „Поремећај интиме” у галерији арт55 у Нишу и изложба слика „Односи” у Културном центру Крагујевац 2015, ауторска изложба „Ерос” у музеју Хореум Марги Равно 2016, изложба слика „Облици љубави” у галерији Средње стручне школе Крагујевац 2017, изложба слика и акварела „Рад у току” у галерији Дома омладине Крагујевац 2018. и изложба слика „Дуга на црном небу” у галерији Луцида 2022. године.